# Вілл Кимлічка
Вілл Кимлічка (в інших джерелах Кимліцка, Кимліка, англ. Will Kymlicka) — канадський філософ (чех за походженням), автор теорії американського мультикультуралізму і мультикультурного громадянства. Редактор щоквартального електронного бюлетеня «Громадянство, демократія і етнокультурне різноманіття», розповсюджуваного на форумі з філософії та суспільної політики. Професор Королівського університету в Кінгстоні та завідувач кафедри політичної філософії, професор програми вивчення націоналізму в Центральноєвропейському університеті в Будапешті.